# Dubbs Reservoir
Das Dubbs Reservoir ist ein Stausee im Lake District, Cumbria, England.
Das Dubbs Reservoir liegt nördlich von Troutbeck Bridge östlich des Latrigg Tarns und nordwestlich des Borrans Reservoir.
Der Dubbs Beck bildet seinen Zufluss im Norden und seinen Abfluss im Süden.
Das Reservoir wurde ursprünglich angelegt, um Trinkwasser für Windermere zu sammeln, es dient nun aber als Reserve für das Thirlmere-Versorgungssystem.